# Nazar Matchonov
Nazar Matkarimovich Matchonov (ros. Назар Маткаримович Матчанов, Nazar Matkarimowicz Matczanow; ur. 1 stycznia 1923 w Chiwie, zm. 30 lipca 2010 w Taszkencie) – radziecki i uzbecki polityk, przewodniczący Prezydium Rady Najwyższej Uzbeckiej SRR w latach 1970-1978.

## Życiorys
W 1949 ukończył studia weterynaryjne w Uzbeckim Instytucie Rolniczym, pracował jako weterynarz w różnych instytucjach państwowych - głównie wydziałach rolniczych. Od 1952 naczelnik oddziału weterynarii obwodowego wydziału gospodarstw wiejskich w Bucharze, później w Namanganie. W 1959 dyrektor departamentu weterynarii Ministerstwa Rolnictwa Uzbeckiej SRR, 1959-1960 zastępca ministra rolnictwa tej republiki. 1960-1961 sekretarz Obwodowego Komitetu Komunistycznej Partii Uzbekistanu (KPU) w Bucharze, 1961-1962 przewodniczący Obwodowego Komitetu Wykonawczego w tym mieście, 1962-1965 I sekretarz Komitetu Obwodowego KPU. 1965-1970 sekretarz KC KPU, 1966-1978 członek Biura KC. Od 25 września 1970 do 20 grudnia 1978 przewodniczący Prezydium Rady Najwyższej Uzbeckiej SRR. Później na emeryturze, 1978-1989 dyrektor Instytutu Zoologii i Parazytologii Akademii Nauk Uzbeckiej SRR. 1971-1981 członek KC KPZR. Deputowany do Rady Najwyższej ZSRR od 7 do 9 kadencji.

## Odznaczenia
- Order Lenina (trzykrotnie - 1971, 1973 i 1976)
- Order Czerwonego Sztandaru Pracy (1967)
- Order „Znak Honoru” (1958)